# Сентре (Мерт и Мозел)
Сентре (фр. Ceintrey) је насеље и општина у североисточној Француској у региону Лорена, у департману Мерт и Мозел која припада префектури Нанси.
По подацима из 2011. године у општини је живело 854 становника, а густина насељености је износила 77,64 становника/km². Општина се простире на површини од 11 km². Налази се на средњој надморској висини од 233 метара (максималној 376 m, а минималној 229 m).

## Демографија
| 1962. | 1968. | 1975. | 1982. | 1990. | 1999. | 2011. |
| ----- | ----- | ----- | ----- | ----- | ----- | ----- |
| 454   | 489   | 552   | 630   | 698   | 741   | 854   |

График промене броја становника у току последњих година